# Christian Michel
Christian Michel Yunis (6 de junio de 1968) es un Maestro Internacional de ajedrez chileno que actualmente representa a Palestina.

## Resultados destacados en competición
Fue dos veces ganador del Campeonato de ajedrez de Chile en los años 1993 y 1998.
Participó representando a Chile en cuatro Olimpíadas de ajedrez en los años 1992 en Manila, 1994 en Moscú, 2000 en Estambul y 2002 en Bled, en el año 2008 en Dresde participó representando a Palestina.